# Hermaea dendritica
Hermaea dendritica är en snäckart som först beskrevs av Joshua Alder och Hancock 1843.  Hermaea dendritica ingår i släktet Hermaea och familjen Stiligeridae. Inga underarter finns listade i Catalogue of Life.